# Bea Segura
Pour les articles homonymes, voir Segura (homonymie).
Beatriz "Bea" Segura i Folch (née le  22 mars 1975) est une actrice espagnole catalane.

## Filmographie
| Année   | Titre                                   | Format     | Rôle                | Notes |
| ------- | --------------------------------------- | ---------- | ------------------- | ----- |
| 1994    | Transeúntes                             | Film       | Cameo               |       |
| 1994    | Estació d'enllaç                        | Série télé |                     |       |
| 1995    | Laia, el regal d'aniversari             | Téléfilm   | Susi                |       |
| 1996    | B                                       | Film       | B's Girlfriend      |       |
| 1996    | Nissaga de poder                        | Série télé |                     |       |
| 1997    | Primates                                | Film       | Susi                |       |
| 1999    | Homenots                                | Série télé |                     |       |
| 2000—01 | El cor de la ciutat                     | Série télé | Laura Peris         |       |
| 2000—02 | Al salir del clase                      | Série télé | Claudia Salas       |       |
| 2001    | Desde la ciudad no se ven las estrellas | Film       | Lucía               |       |
| 2001    | Dama de Porto Pim                       | Film       | María               |       |
| 2002—05 | El comisario                            | Série télé | Arauco/Aurora Ramos |       |
| 2002    | Lola, vende ca                          | Film       | Cristina            |       |
| 2003    | L'escala de diamants                    | Téléfilm   | Olga                |       |
| 2003    | Haz conmigo lo que quieras              | Film       | Nuria               |       |
| 2003    | 7 vidas                                 | Série télé | Rocío               |       |
| 2003    | El tránsfuga                            | TV Film    | María José Reina    |       |
| 2004    | Virginia, la monaca di Monza            | TV Film    | Clara               |       |
| 2004    | Los 80                                  | Série télé | Lara                |       |
| 2005    | Contratiempos                           | Film       | Mujer Zapatería     |       |
| 2005    | Comme sur des roulettes                 | Série télé | Lucia               |       |
| 2005    | Más que hermanos                        | Téléfilm   | Rosa                |       |
| 2006    | Salvador (Puig Antich)                  | Film       | Montse Puig         |       |
| 2006    | Los Serrano                             | Série télé | Gloria              |       |
| 2006    | Los ladrones somos gente honrada        | TV Film    | Herminia            |       |
| 2006    | Skizo                                   | Film       | Susana              |       |
| 2006—08 | Hospital Central                        | Série télé | Mónica de la Fuente |       |
| 2008    | Serrallonga                             | Série télé | Flor                |       |
| 2009    | Aviones                                 | Film       |                     |       |
| 2009    | Hierro                                  | Film       | Laura               |       |
| 2009    | Los exitosos Pells                      | Série télé | Sol Echagüe         |       |
| 2020    | Malasaña 32                             | Film       | Candela Jiménez     |       |